# Know What I Mean ?
Know What I Mean ? est un album du saxophoniste de jazz Julian « Cannonball » Adderley enregistré et sorti en 1961.

## Historique
Les titres qui composent cet album ont été enregistrés le 27 janvier, le 21 février et le 13 mars 1961 à New York.
Cet album, produit par Orrin Keepnews, a été publié pour la première fois en 1961 par le label Riverside Records (RLP 433)
Le saxophoniste est accompagné par le pianiste Bill Evans, le contrebassiste Percy Heath et le batteur Connie Kay. À l'époque, Heath et Kay étaient membres du Modern Jazz Quartet.

## Titres de l’album
| No  | Titre                                   | Auteur                         | Durée |
| --- | --------------------------------------- | ------------------------------ | ----- |
| 1.  | Waltz for Debby                         | Bill Evans                     | 5:12  |
| 2.  | Goodbye                                 | Gordon Jenkins                 | 6:14  |
| 3.  | Who Cares ? (prise 5)                   | George & Ira Gershwin          | 5:55  |
| 4.  | Who Cares ? (prise 4)                   | George & Ira Gershwin          | 5:55  |
| 5.  | Venice                                  | John Lewis                     | 2:52  |
| 6.  | Toy                                     | Clifford Jordan                | 5:06  |
| 7.  | Elsa                                    | Earl Zindars                   | 5:50  |
| 8.  | Nancy (With A Laughing Face)            | Phil Silvers, Jimmy Van Heusen | 4:05  |
| 9.  | Know What I Mean ? (prise 7 "remontée") | Bill Evans                     | 4:53  |
| 10. | Know What I Mean ? (prise 12)           | Bill Evans                     | 7:01  |

Note : Les pistes 4 et 10 étaient absentes de l'album original.

## Personnel
- Julian "Cannonball" Adderley : saxophone alto
- Bill Evans : piano
- Percy Heath : contrebasse
- Connie Kay : batterie